# Rumänische Eishockeyliga 1971/72
Die Saison 1971/72 war die 42. Spielzeit der rumänischen Eishockeyliga, der höchsten rumänischen Eishockeyspielklasse. Meister wurde zum insgesamt dritten Mal in der Vereinsgeschichte Dinamo Bukarest.

## Modus
Zunächst absolvierten die acht Mannschaften eine gemeinsame Hauptrunde. Anschließend wurde eine Final- bzw. Abstiegsrunde durchgeführt. Für einen Sieg erhielt jede Mannschaft zwei Punkte, bei einem Unentschieden gab es einen Punkt und bei einer Niederlage null Punkte.

## Finalrunde
|    | Klub                   | Sp | S  | U | N  | T  | GT  | Punkte |
| -- | ---------------------- | -- | -- | - | -- | -- | --- | ------ |
| 1. | Dinamo Bukarest        | 15 | 12 | 1 | 2  | 98 | 27  | 25     |
| 2. | Steaua Bukarest        | 15 | 12 | 1 | 2  | 95 | 27  | 25     |
| 3. | Avântul Miercurea Ciuc | 15 | 4  | 0 | 11 | 43 | 89  | 8      |
| 4. | Agronomia Cluj         | 15 | 1  | 0 | 14 | 32 | 120 | 2      |

Sp = Spiele, S = Siege, U = Unentschieden, N = Niederlagen

## Abstiegsrunde
|    | Klub                      | Sp | S  | U | N  | T  | GT | Punkte |
| -- | ------------------------- | -- | -- | - | -- | -- | -- | ------ |
| 5. | IPGG Bukarest             | 15 | 11 | 0 | 4  | 60 | 38 | 22     |
| 6. | CSM Dunărea Galați        | 15 | 8  | 3 | 4  | 64 | 44 | 19     |
| 7. | Avântul Gheorgheni        | 15 | 4  | 2 | 9  | 60 | 75 | 10     |
| 8. | Târnava Odorheiu Secuiesc | 15 | 4  | 1 | 10 | 51 | 78 | 9      |

Sp = Spiele, S = Siege, U = Unentschieden, N = Niederlagen